# Bonafe (trovatore)
Bonafe (fl. 1180-1245) è stato un trovatore o forse uno joglar occitano della cui vita non si sa nulla, noto per aver composto due tenzones insieme a Blacatz, Seign'en Blacatz, pos per tot vos faill barata e Seingn'en Blacatz, talant ai que vos queira.

## Tensos con Blacatz
Seign'en Blacatz, pos per tot vos faill barata
Composta di sei coblas di otto versi più due coblas finali di quattro. Ciascuna delle prime sei coblas è formata da due diverse quartine monorimate: la prima di quattro dodecasillabi parossitoni e la seconda di quattro ottonari ossitoni, identica nello schema metrico alle due coblas finali di quattro versi.
            [Bonafe]

            Seingn'En Blacatz, pos per tot vos faill barata

            e si clam a deu de vos gentz hermitana,

            tant es la riquesa grantz qu'a vos s'aplata,

            q'anc aiolz non sai mener maior ufana.

            Tant vos guerreion guerrer

            Que ves Alms fuion li archer,

            E non a ren al carner,

            On sol aver maint quarter.

            [Blacatz]

            Bonafe, de.ls huoilz de.l front non as escata,

            E.l pels es veilz e chanutz e sembla lana.

            Ben aia qui'us guirlanda sus de la pata

            Lai on intravaz emblar per la forana!

            Vos lor cuidez far paner,

            Mas ill en feron destrier,

            qe mort e regeta e fer,

            Ab Brunel l'albalester.

            [...]

            [Bonafe]

            Seigne.N Blacatz, qui re.us quier

            be.ill fan sofraicha dener,

            car viveç de caitiver

            mais d'un veill falcon lainer.

            [Blacatz]

            N'Orbacha, en vostre clocher

            Par que aia colunber

            O aion niat rater!

            Et eu sai donar, qui.m quer.
I Seingn'en Blacatz, talant ai que vos queira
Composta di sei coblas unissonans (rime tutte in -eira) di sei versi endecasillabi parossitoni
            [Bonafe]

            Seingn' En Blacatz, talant ai que vos queira

            de la terra don avetz tal sobreira

            e donatz me, si.us platz, vostra verqueira

            e l'omenesc d'en Guillem de Barreira,

            e puois er tan vostra proes' enteira

            que ben valretz en Raimon Oblacheira.

            [Blacatz]

            En Bonafe, qui.us fez de Voill saleira

            molt fo cortes, quar n'ostet la lumeira,

            e s'ab armas vos encontr'en carreira

            greu faillira que de'l pe non vos feira;

            qu'encontres d'orb ni de gent eschacheira

            no m'abellis quant desplec ma seigneira.

            [...]